# A Man Without a Country
A Man Without a Country è un cortometraggio muto del 1909 diretto da Bannister Merwin. È la seconda regia per Merwin, che nella sua carriera dirigerà 65 pellicole, quasi tutte per la Edison.

## Produzione
Il film fu prodotto dalla Edison Manufacturing Company

## Distribuzione
Distribuito dalla Edison Manufacturing Company, il film - un cortometraggio in una bobina - uscì nelle sale cinematografiche statunitensi il 29 giugno 1909.